# 橋元淳一郎
橋元 淳一郎（はしもと じゅんいちろう、1947年 - ）は、日本の作家、予備校講師。東進ハイスクール物理科講師、元研数学館講師。日本時間学会役員。日本文藝家協会会員。別名義は内藤淳一郎。

## 略歴
大阪府生まれ。京都大学理学部物理学科卒業後、同大学院理学研究修士課程修了。元・相愛大学人文学部教授。相愛大学名誉教授。
1983年、第9回ハヤカワ・SFコンテストにおいて、内藤淳一郎の名義で『惑星』が努力賞にはいる。日本SF作家クラブ会員。
哲学の分野では時間論を探究し、福岡伸一や坂本龍一が橋元の著書を推薦・紹介している。
オートポイエーシス理論のさらなる考察などを行ったり、ミンコフスキー空間についても、日本と海外での違い(時間軸と空間軸のどちらを虚数にとるか)などについても言及している。

## 著作

### 参考書
- 『橋元の物理をはじめからていねいに』（2004年、改訂版2014年） - 力学編、電磁気編、熱・波動・原子編
- 『橋元の物理基礎をはじめからていねいに』（2014年、東進ブックス）
- 『イメージでわかる物理基礎&物理 橋元流解法の大原則』（力学・波動2015年、電時期・熱・原子2017年、学研プラス）

### 啓蒙書・小説等
- 『シュレディンガーの猫は元気か サイエンス・コラム175 （1994年5月、早川書房〈ハヤカワ文庫NF〉）	[7][8]
- 『人類の長い午後 ミレニアム・クロニクル未来史の冒険「西暦3000年の世界」』（1999年11月、現代書林）[9][10][11]
- 『われ思うゆえに思考実験あり 最新科学理論がもたらす究極の知的冒険』（2000年2月、早川書房）[12][13][14]
- 『図解 相対性理論が見る見るわかる 時間と空間の4次元を読み解く』（2002年12月、サンマーク出版）
- 『図解 量子力学が見る見るわかる 摩訶不思議な世界を読み解く』（2002年1月、サンマーク出版）
- 『カメレオンは大海を渡る サイエンス・コラム１１０』（2003年6月、ハヤカワ文庫）
- 『時間はどこで生まれるのか』（2006年12月、集英社新書）[15][16]
- 『神の仕掛けた玩具』（2006年6月、講談社サイエンティフィック）
- 『0と1から意識は生まれるか 意識・時間・実在をめぐるハッシー式思考実験』 （2009年10月、早川書房〈ハヤカワ文庫NF〉）[17][18]
- 『時空と生命―物理学思考で読み解く主体と世界』（2009年10月、技術評論社〈tanQブックスシリーズ〉）
- 『時間はなぜ取り戻せないのか』（2009年12月、PHPサイエンス・ワールド新書）
- 『相対論の直観的認識について: 物理学とリズムに関するエッセイ集』（2015年12月、hassy-world library）
- 『物理の時間、生命の時間: 時間の流れの起源をさぐる』（2015年12月、hassy-world library）
- 『22世紀のプロフィール: CはComputerのC』（2016年1月、hassy-world library）
- 『図ですぐ！わかる相対論 橋元流物理の世界』（2018年2月、hassy-world library）
- 『空間は実在するか』（2020年12月、集英社インターナショナル）[19][20]

### 共著
- 『人工知能の見る夢はAIショートショート集』（2017年5月、文春文庫）

## 注
1. ↑  “設立趣旨・役員一覧 | 日本時間学会”.   日本時間学会. 2021年4月9日閲覧。
2. ↑  “ハヤカワ・SFコンテスト受賞作・候補作一覧1-18回｜文学賞の世界”. 文学賞の世界 (2015年5月6日). 2021年4月9日閲覧。
3. ↑  集英社　https://books.shueisha.co.jp/items/contents.html?isbn=978-4-7976-8063-8
4. ↑  婦人画報 2019年8月号 ブックパス https://bookpass.auone.jp/pack/detail/?iid=LT000116464000936943&cs=rank_magazine_all_floor&pos=16&tab=1
5. ↑  立命館大学図書館 「第32回：自ら学び、感じ取る姿勢を」野阪 克義 先生（理工学部）  https://www.ritsumei.ac.jp/lib/d06/010/2013_01/
6. ↑  ＜経営者・編集長インタビュー＞　林欣吾　中部電力社長　2021年3月9日号〈週刊エコノミスト〉
https://weekly-economist.mainichi.jp/articles/20210309/se1/00m/020/003000c
7. ↑  『朝日新聞』1994年6月19日。
8. ↑  “著者インタビュー：橋元淳一郎先生”. Anima Solaris. 2021年4月9日閲覧。
9. ↑  「「千年紀」趣向凝らし　関連本、点数は控えめ（動向傾向）」『朝日新聞（朝刊）』2000年1月16日。
10. ↑  “［記者が選ぶ］「人類の長い午後」橋元淳一郎著”, 読売新聞, (1999-11-14)
11. ↑  “［ＢＯＯＫほん］『人類の長い午後』橋元淳一郎・著”, 毎日新聞（東京朝刊）, (2000-2-3)
12. ↑  「橋元淳一郎さん　思考実験のすすめ（テーブルトーク）」『朝日新聞（大阪版朝刊）』2000年7月5日。
13. ↑  「橋元淳一郎さん　「科学の法則」で疑似実験したら（ひとこと） 相愛大学教授」『朝日新聞（東京版夕刊）』2000年7月14日。
14. ↑  “「われ思うゆえに思考実験あり」橋元淳一郎著　科学のヘソ探り哲学的な思索へ”, 読売新聞, (2000-5-21)
15. ↑  『朝日新聞』2007年1月14日。
16. ↑  “時間はどこで生まれるのか　（橋元淳一郎　集英社新書） | 鈴木領一（すずりょう）の思考力研究所”. 思考力研究所 (2014年1月15日). 2021年4月9日閲覧。
17. ↑  “「図書館だよりSerendipity 第30号” (pdf).   西九州大学. p. 2 (2014年9月26日). 2021年3月30日閲覧。
18. ↑  “葉緑体人間は可能か 橋元淳一郎 　 | バイオマス図書館/　バイオマスエネルギー支援のK-BETS |バイオマス図書館　書籍紹介”. バイオマス図書館 (2011年2月27日). 2021年3月30日閲覧。
19. ↑  “「地方を生きる」など注目の新書５選（朝日新聞2021年2月20日掲載）｜好書好日”. 好書好日.   朝日新聞社 (2021年2月25日). 2021年3月30日閲覧。
20. ↑  「心揺らぐ巧みな説明」『夕刊フジ』2021年1月16日。